# Microrregión de Redenção
La microrregión de Redenção es una de las microrregiones del estado brasileño del Pará perteneciente a la mesorregión del Sudeste Paraense. Su población fue estimada en 2006 por el IBGE en 165.831 habitantes y está dividida en siete municipios. Posee un área total de 21.269,419 km².

## Municipios
- Pau d'Arco
- Piçarra
- Redenção
- Rio Maria
- São Geraldo do Araguaia
- Sapucaia
- Xinguara

- Datos: Q933578